# Birnbach
Birnbach település Németországban, Rajna-vidék-Pfalz tartományban. Lakosainak száma 683 fő (2023. december 31.).

## Népesség
A település népességének változása:
| Lakosok száma | 468  | 628  | 618  | 624  | 668  | 683  |
|               | 1975 | 2017 | 2019 | 2021 | 2022 | 2023 |